# 蘇哈爾河
蘇哈爾河（烏克蘭語：Сухар）是烏克蘭西部的河流，屬於捷列布利亞河的支流。該河流經外喀爾巴阡州的胡斯特區，河道全長14公里，流域面積69平方公里。